# Philomusaea brachyxysta
Philomusaea brachyxysta är en fjärilsart som beskrevs av Edward Meyrick 1931. Philomusaea brachyxysta ingår i släktet Philomusaea och familjen praktmalar, Oecophoridae. Inga underarter finns listade i Catalogue of Life.